# Brünner Local-Eisenbahn-Gesellschaft

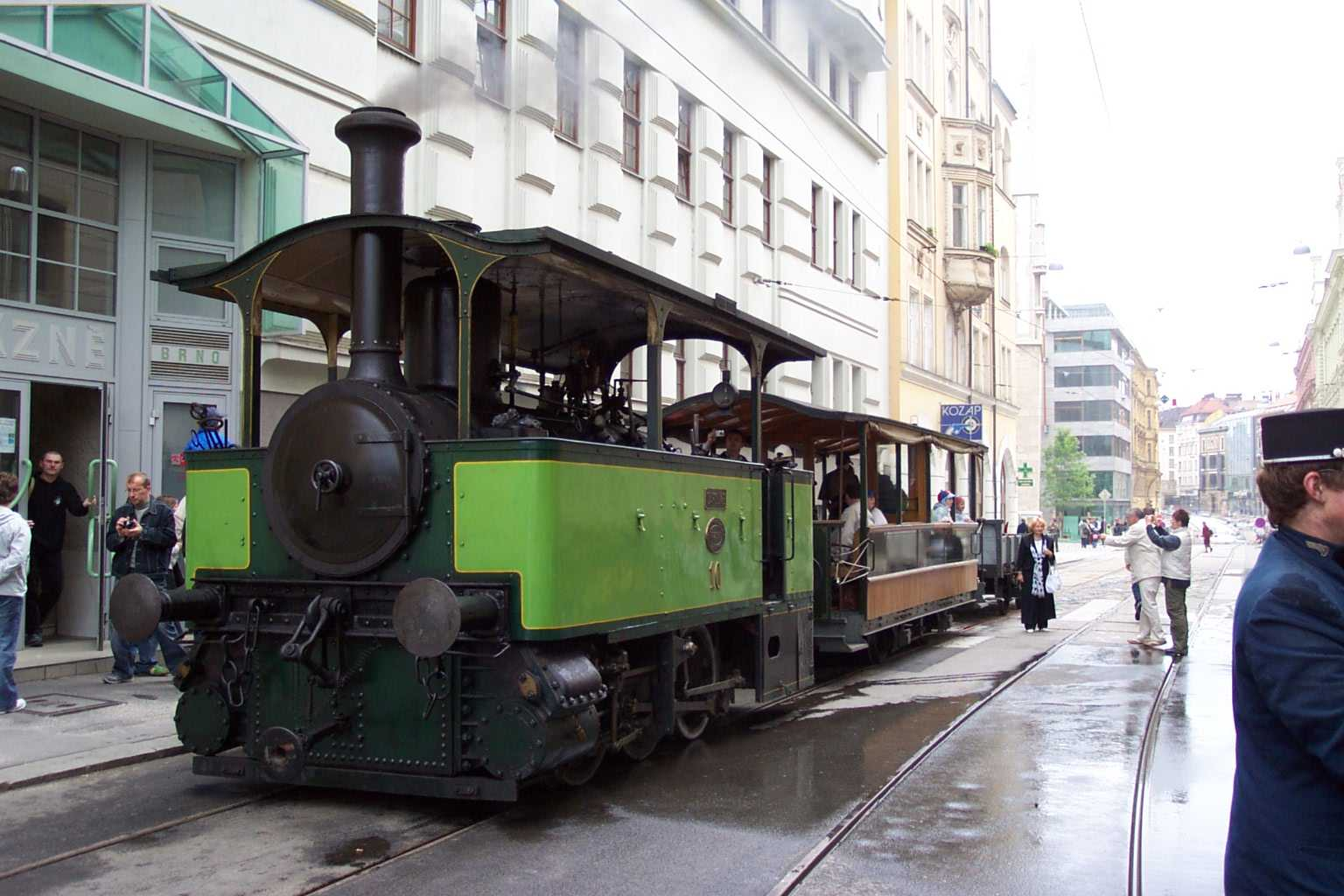
Lokomotywa tramwaju parowego w Brnie, 2006 r.

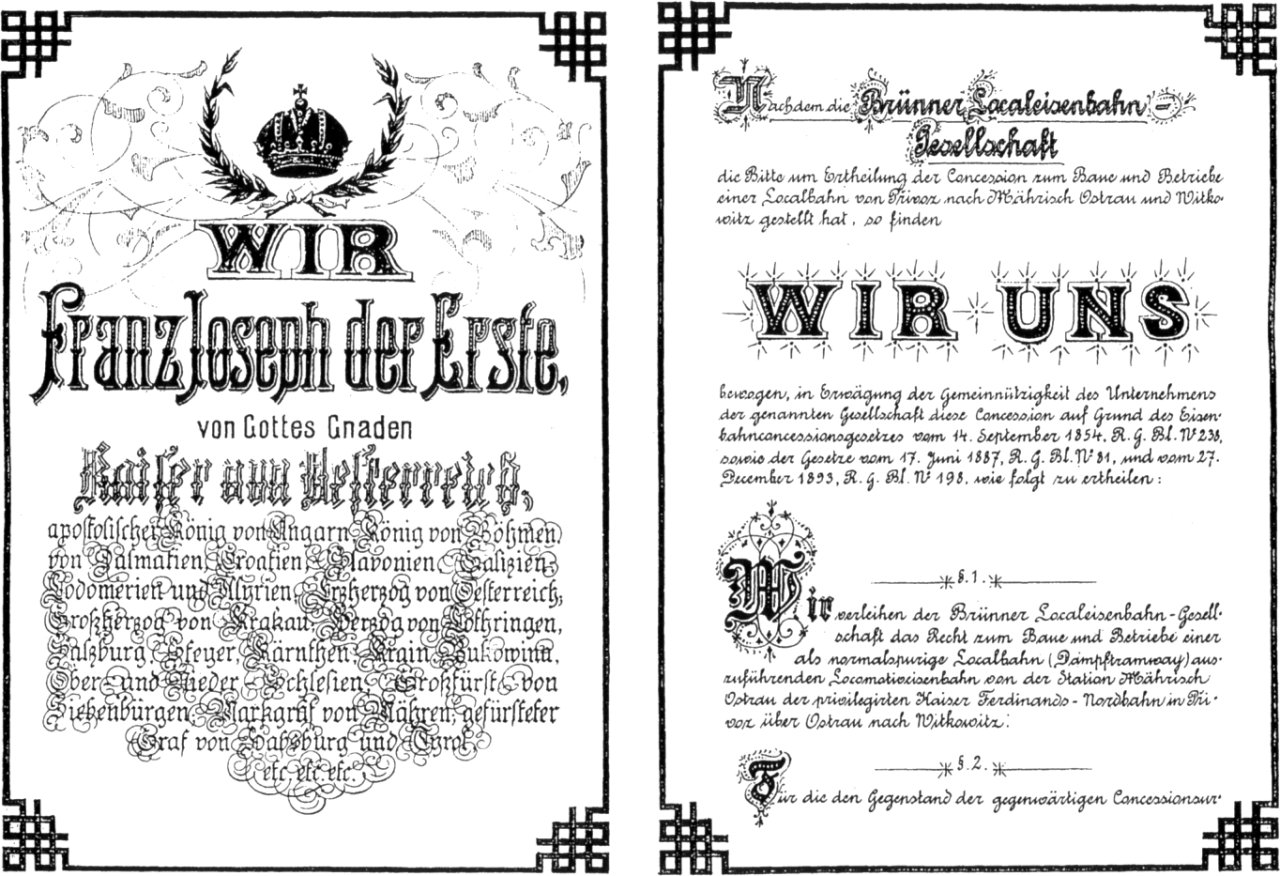
Akt koncesyjny na linię kolejową Přívoz – Moravská Ostrava – Vítkovice

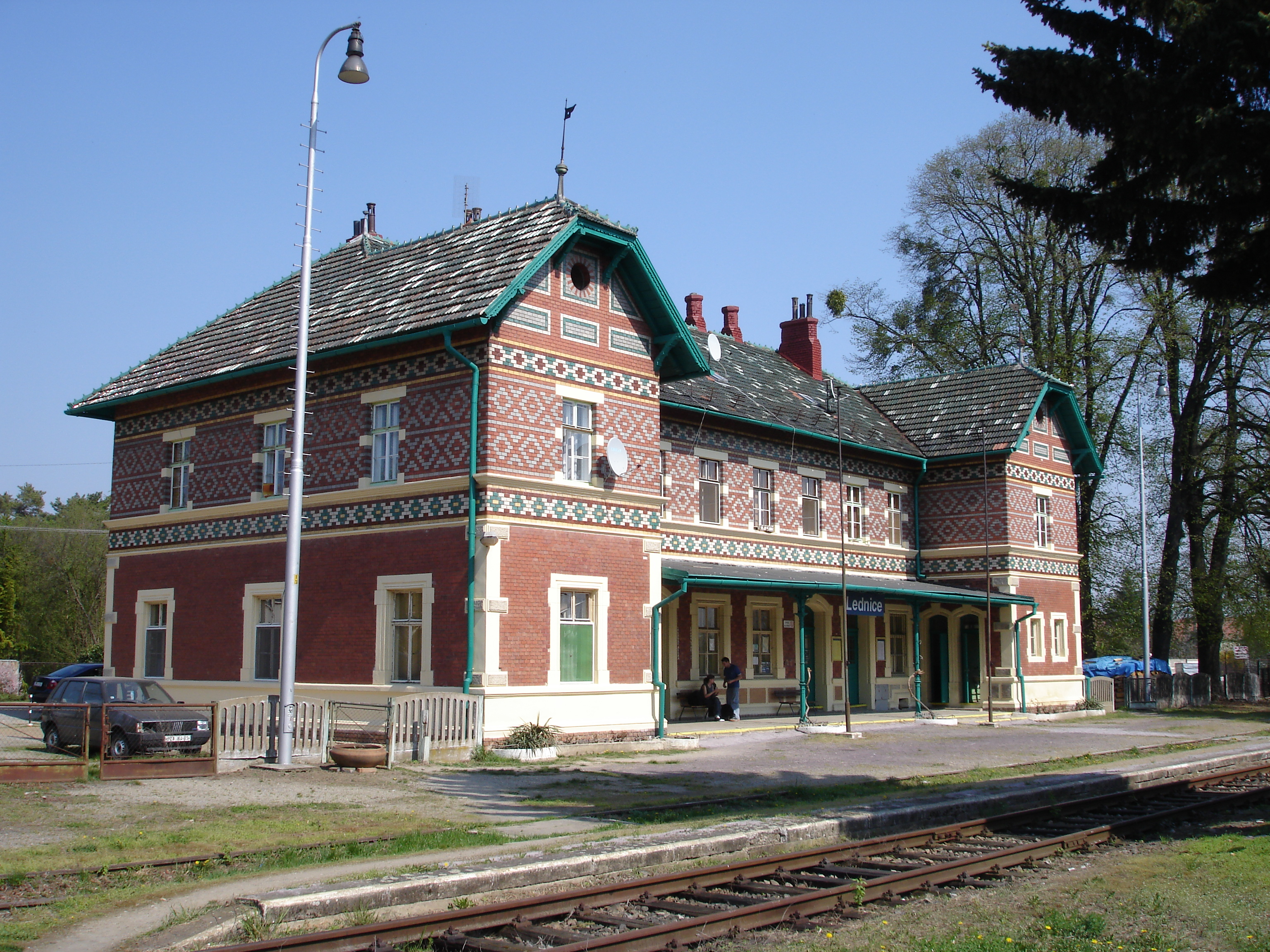
Stacja kolejowa w Lednicy

Brünner Local-Eisenbahn-Gesellschaft (czes. Brněnská společnost místních drah, skrót BLEG) – przedsiębiorstwo komunikacyjne zajmujące się transportem tramwajowym oraz kolejowym, funkcjonujące dawniej na terytorium dzisiejszych Czech. Przed 1886 r. firma nosiła nazwę Brünner Dampf-Tramway (czes. Brněnská parní tramvaj), w roku 1920 została przemianowana na Společnost moravských místních drah (SMMD).

## Historia
W 1884 r. otwarto system tramwajów parowych w Brnie. Przewoźnikiem była firma Brünner Dampf-Tramway (czes. Brněnská parní tramvaj) założona przez budowniczego systemu tramwaju parowego, Wilhelma von Lindheima. Przedsiębiorca ten jednak zamiast słowa „tramwaj” używał wyrażenia „kolej uliczna”, a w związku z planami uruchomienia przewozu towarów koleją, w 1886 r. nazwę firmy zmieniono na Brünner Local-Eisenbahn-Gesellschaft (czes. Brněnská společnost místních drah).
W 1894 r. BLEG otworzyła linię kolejową Przywóz – Morawska Ostrawa – Witkowice, która, choć koncesjonowana jako linia kolei miejskiej, była w rzeczywistości linią tramwajową i stała się fundamentem ostrawskiego systemu tramwajowego. Linię zbudowała wiedeńska firma Leo Arnoldi, która wzięła linię w najem na 10 lat. W miarę wzrostu liczby skarg na firmę, BLEG rozwiązała umowę w drugiej połowie lat 90. XIX wieku i przejęła obsługę linii.
BLEG zajmowała się pasażerskim i towarowym transportem miasta Brna do końca roku 1898, kiedy to sprzedała brneński system tramwajowy austriackiej firmie Oesterreichische Union Elektrizitäts – Gesellschaft in Wien (czes. Rakouská elektrárenská společnost Union ve Vídni).
W latach 1900–1901 BLEG zbudowała dwie miejskie linie kolejowe. Była to linia Kyjov – Mutěnice o długości 16 km i linia Boří les – Lednice o długości 8 km. Obie linie eksploatowała firma Uprzywilejowane Towarzystwo Akcyjne Kolei Północnej Cesarza Ferdynanda  na zlecenie BLEG, w 1907 r. obsługę przejęło Österreichisch-ungarische Staatseisenbahngesellschaft, a w roku 1918 Československé státní dráhy. Linia z Kyjova do Mutěnic została upaństwowiona w 1930 r., linia do Lednicy przeszła do majątku ČSD w 1945 r.. BLEG od 1911 r. obsługiwała na zlecenie właściciela linię Kuřim – Veverská Bítýška (do roku 1936, kiedy to linię zlikwidowano) i linię Moravské Bránice – Oslavany (do roku 1925, gdy linię przejęły ČSD).
W 1901 r. na torowiska tramwajowe w Ostrawie wyjechały pierwsze tramwaje elektryczne. W pierwszej połowie lat 20. XX wieku stopniowo rozbudowywano sieć torowisk tramwajowych w Ostrawie, w 1926 r. odkupiono linię kolejową Svinov – Klimkovice, która została przyłączona do systemu tramwajowego, przystosowana do ruchu wagonów tramwajowych i zelektryfikowana. Drugą linią kolei miejskiej w majątku SMMD stała się w 1943 r. linia Svinov – Kyjovice-Budišovice, po której kursowały pociągi do lat 40. XX wieku – dopiero w latach 1947–1948 linię zelektryfikowano i dostosowano do ruchu tramwajowego.
W międzyczasie główna siedziba BLEG została przeniesiona do Ostrawy, a firma w połowie 1920 r. zmieniła nazwę na Společnost moravských místních drah (SMMD).
3 stycznia 1947 r. na walnym zgromadzeniu podjęto decyzję o likwidacji firmy, w następstwie czego system tramwajowy w Ostrawie przejęło miasto. W 1949 r. powstały Dopravní podniky města Ostrava, których protoplastą było właśnie dawne SMMD.

## Zakres działalności

### Obsługiwane systemy tramwajowe
- tramwaje w Brnie (31 maja 1884 r. – 31 grudnia 1898 r.)
- tramwaje w Ostrawie (18 sierpnia 1894 r. – 31 grudnia 1948 r.)
  - w tym linia kolejowa Svinov – Klimkovice (16 maja 1926 r. – 31 grudnia 1948 r.)
  - w tym linia kolejowa Svinov – Kyjovice-Budišovice (1943 – 31 grudnia 1948 r.)

### Zbudowane i własnościowe linie kolejowe
- linia Kyjov – Mutěnice (2 czerwca 1900 – 1930; przewoźnicy Uprzywilejowane Towarzystwo Akcyjne Kolei Północnej Cesarza Ferdynanda, Österreichisch-ungarische Staatseisenbahngesellschaft i Československé státní dráhy)
- linia Boří les – Lednice (17 listopada 1901 – 1945; przewoźnicy Uprzywilejowane Towarzystwo Akcyjne Kolei Północnej Cesarza Ferdynanda, Österreichisch-ungarische Staatseisenbahngesellschaft, Československé státní dráhy i Deutsche Reichsbahn)

### Obsługiwane linie kolejowe
- linia Kuřim – Veverská Bítýška (16 lutego 1911 r. – 3 października 1936 r.; właściciel Místní dráha Kuřím – Bitýška Veverská)
- linia Moravské Bránice – Oslavany (14 lipca 1912 r. – 31 grudnia 1924 r.; właściciel Kounicko-Ivančicko-Oslavanská dráha)